# یواس‌اس کونکلین (دی‌ئی-۴۳۹)
یواس‌اس کونکلین (دی‌ئی-۴۳۹) (به انگلیسی: USS Conklin (DE-439)) یک کشتی بود که طول آن ۳۰۶ فوت (۹۳ متر) بود. این کشتی در سال ۱۹۴۴ ساخته شد.